# General Chanzy
El General Chanzy o Général Chanzy fue un buque correo transatlántico francés construido en Saint-Nazaire en 1891 y que naufragó en Menorca Baleares, el 10 de febrero de 1910 y que hacía el viaje entre Marsella y Argel. Tenía una eslora de 109 m, y desplazaba 2920 t . 
Era propiedad de la Compagnie Générale Transatlantique. Dejó el puerto de Marsella el 9 de febrero de 1910, hacia las 13.00.
El barco encalló contra la costa norte de la isla de Menorca a eso de las 5 de la madrugada del día 10 de febrero de 1910. De las 157 personas que llevaba, solo sobrevivió un pasajero, Marcel Baudez.
Las causas del naufragio no se han podido aclarar con total seguridad, barajándose diferentes hipótesis. Las malas condiciones meteorológicas tuvieron que ser uno de los factores claves. 
Su capitán Bruno Cayol era uno de los marino más experimentados de la compañía y había hecho dicha ruta en muchas ocasiones.